# Бакча
Бакча́ (рос. Бакча, башк. Баҡса) — присілок у складі Буздяцького району Башкортостану, Росія. Входить до складу Тюрюшевської сільської ради.
Населення — 4 особи (2010; 5 у 2002).
Національний склад:
- татари — 80 %